# Śląski Jazz Club

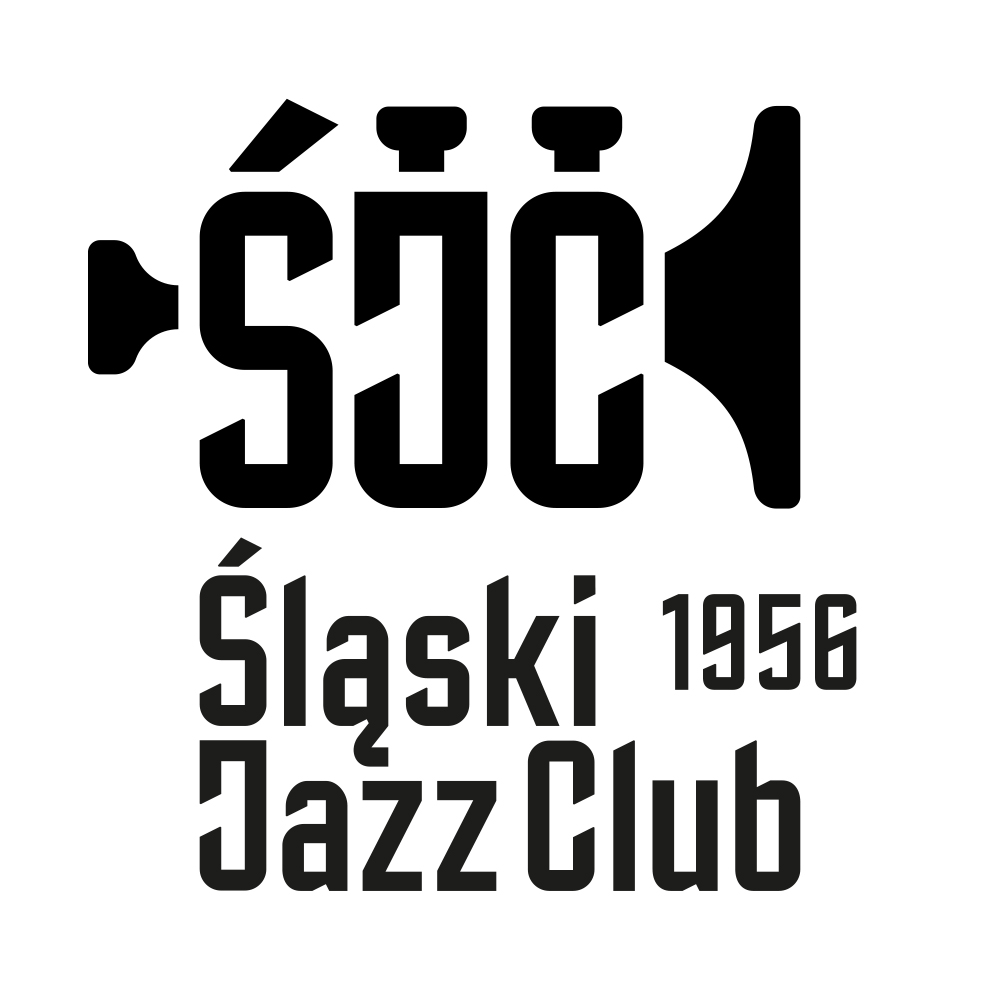
Stowarzyszenie Muzyczne Śląski Jazz Club

Śląski Jazz Club – najstarsze w Polsce powojennej stowarzyszenie jazzowe, powstałe w październiku w 1956 roku w Zabrzu, wówczas pod nazwą Śląski Jazz Club Województwa Katowickiego w Zabrzu. Od roku 1957 z siedzibą w Gliwicach pod nazwą Stowarzyszenie Muzyczne Śląski Jazz Club. Zostało założone przez uczniów i studentów Politechniki Śląskiej, repatriantów ze Lwowa oraz byłego powstańca warszawskiego.

## Rys historyczny
Historia Śląskiego Jazz Clubu sięga roku 1955, kiedy to grupa studentów Politechniki Śląskiej i absolwentów średniej szkoły muzycznej zaczynała grać jazz. Duże znaczenie w propagowaniu jazzu na Śląsku ogrywał wówczas młody pianista, repatriant zza Buga, Andrzej Schmidt, późniejszy profesor Akademii Muzycznej w Katowicach, historyk jazzu. To on był inspiracją i pierwszym nauczycielem dla muzykującej młodzieży. Uprawianie tego gatunku muzyki nie było dobrze widziane przez ówczesne komunistyczne władze. Stąd poszukiwania miejsca na realizację prób, a także ewentualnego opiekuna prawnego. W tym czasie kierownictwo Zakładowego Domu Kultury Huty „Zabrze” objął pan Jan Piotrowski: inwalida wojenny, uczestnik Powstania Warszawskiego, żołnierz pułku „Baszta” ps. „Tur”. Do niego zgłosili się młodzi ludzie z Gliwic, a konsekwencją tego było powołanie do życia Stowarzyszenia Śląski Jazz Club. Zebranie założycielskie odbyło się dokładnie 19 października 1956 roku. W skład grupy inicjatywnej wchodzili: Jan Piotrowski, Henryk Choliński, Tadeusz Kosiński, Jan Kwaśnicki, Maria Skrzyniarz, Władysław Folwarczny, Henryk Achtelik, Ryszard Siomkajło, Janusz Łoś, Wiesław Kwasek, Ryszard Szumlicz, Tadeusz Tabeński, Eugeniusz Rebol, Janusz Zamojski, Romuald Kochanowski. W skład pierwszego zarządu stowarzyszenia weszli: Jan Piotrowski – prezes, Henryk Choliński – sekretarz, Maria Skrzyniarz – skarbnik, Tadeusz Kosiński – członek zarządu, Jan Kwaśnicki – członek zarządu.
Pierwsze działania Śląskiego Jazz Clubu to stworzenie Zespołu Jazzowego pod kierownictwem Tadeusza Kosińskiego oraz organizacja pierwszego na Śląsku i jednego z pierwszych w Polsce Jam Sessions. Zostali zaproszeni do Zabrza muzycy jazzowi z Krakowa: Alojzy Tomys – sax. ten., Stanisław Lic -flet i klarnet, Andrzej Kurylewicz – pianino/fortepian, Wanda Warska – śpiew. Krzysztof Komeda zgłosił swój udział, lecz ze względu na egzaminy na uczelni musiał odwołać przyjazd. Spośród muzyków niezrzeszonych, uprawiających jazz z Zabrza i Gliwic zaproszono: Jerzego Chromika – kontrabas, Piotra Kotta – trąbka i kornet, Jerzego Nierstajna – banjo i kontrabas, Tadeusza Tabeńskiego – gitara. Jam Session trwało przez 2 dni, tj. zaczęło się w nocy dnia 1 listopada, a skończyło się w nocy 2 listopada 1955 roku.
Organizacja była agencją koncertową dla High Society Band (w latach 60. i 70. najlepszego polskiego zespołu jazzu tradycyjnego), grupy Kwadrat, duetu Bednarek – Zgraja, a przez pewien czas nawet zespołu Dżem. Wiele audycji radiowych i telewizyjnych w latach 70. było realizowanych przy współpracy lub przez SJC. Ze stowarzyszeniem byli związani Henryk Choliński, Jerzy Jarosik, Andrzej Zubek (późniejsi profesorowie Instytutu Jazzu AM w Katowicach), Ireneusz Dudek, Zbigniew Gocek, Lothar Dziwoki, Leszek Furman, Tomasz Beler (późniejszy dyrektor Domu Muzyki i Tańca w Zabrzu) oraz wielu innych twórców i organizatorów. Przez wiele lat Stowarzyszenie współpracowało z Telewizją Katowice, często realizując zlecenia TVP na produkcję programów. Powstało też sporo materiałów o samym Stowarzyszeniu, czyli o ludziach i działaniach prowadzonych przez SJC. Głównie za sprawą Leszka Furmana, wówczas pracownika TVP Katowice.

## Założyciele

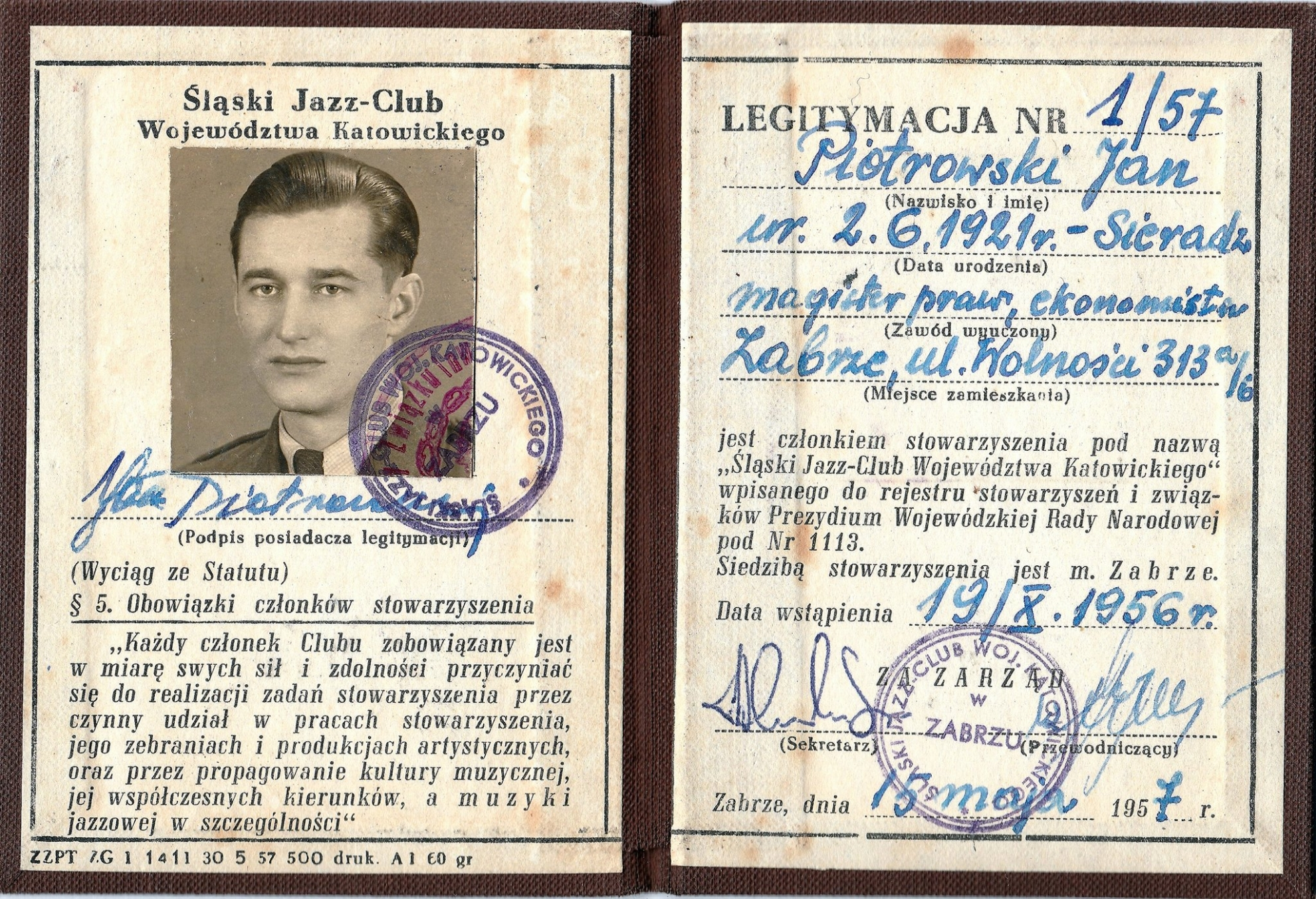
Jan Piotrowski – legitymacja nr 1 – Śląski Jazz Club 1956

### Jan Piotrowski
Kierownik Zakładowego Domu Kultury Huty „Zabrze”, inwalida wojenny, uczestnik Powstania Warszawskiego, żołnierz pułku „Baszta” ps. „Tur”. Pierwszy prezes Stowarzyszenia Muzycznego Śląski Jazz Club, wówczas pod nazwą Śląski Jazz Club Województwa Katowickiego w Zabrzu. Po roku od objęcie prezesury SJC wrócił do Warszawy, a Śląski Jazz Club przeniósł się do Gliwic.

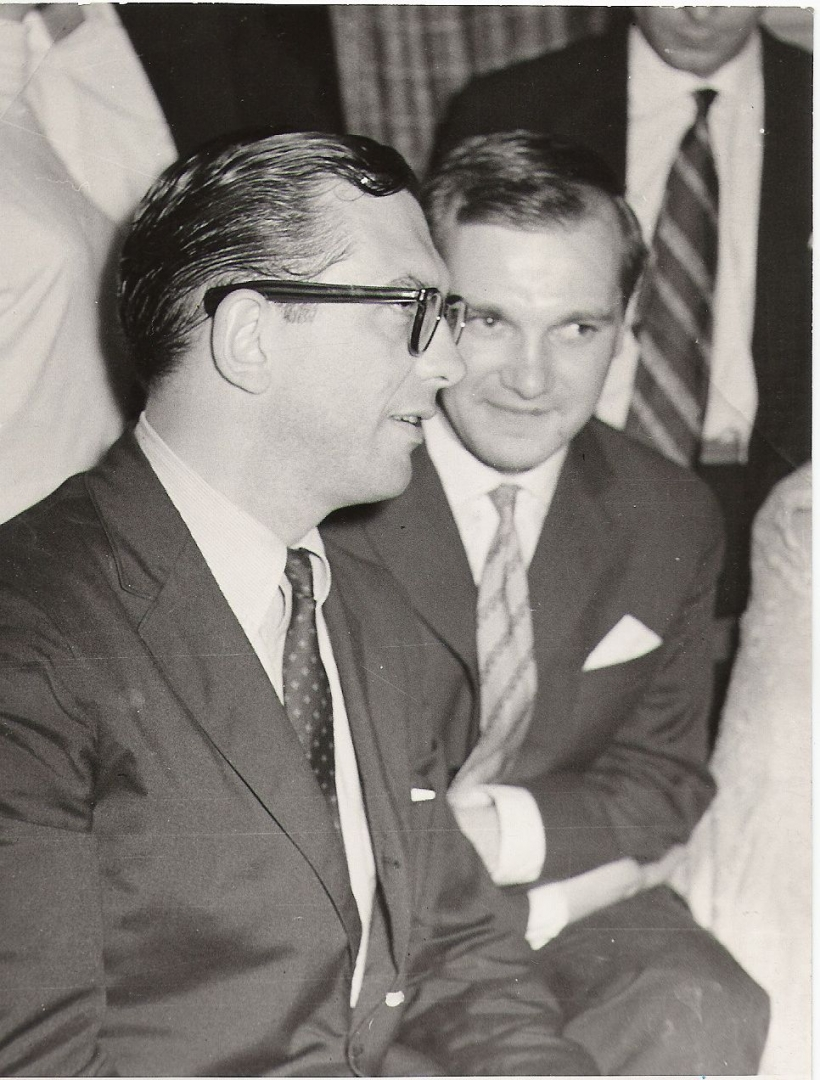
Od lewej W. Conover i Henryk Zygmunt Choliński

### Henryk Choliński
Pomysłodawca i realizator wydawnictw muzycznych oraz audycji radiowych, wykładowca warsztatów w Chodzieży, a od 1991 r. w Puławach. Od 1967 roku współpracował z katowicką rozgłośnią Polskiego Radia, w której do 1977 r. emitowana była seria jego audycji pt. „Sylwetki jazzowe”. Na początku lat 70. Choliński opracował osiemdziesiąt jeden audycji z cyklu „Wszystkie nagrania Charliego Parkera”, nadawanych w programie III Polskiego Radia. Za cykl ten otrzymał w 1978 nagrodę PSJ za najlepszą publikację o tematyce jazzowej w kategorii programów radiowych i telewizyjnych. Od września 1980 do końca lutego 1995 prowadził serię programów „Duke Ellington i jego muzyka”, nadawaną przez program III Polskiego Radia. Liczyła ona 354 odcinki. Karierę publicystyczną rozpoczął w 1959 r., współpracując z redakcją miesięcznika „Jazz”, w którym publikował artykuły na temat kolekcjonowania płyt, technik nagrywania oraz historii i problemów jazzu.

### Tadeusz Kosiński
Gry na fortepianie nauczyła go matka (pianistka po Konserwatorium Lwowskim). Gruntowne wykształcenie muzyczne zdobył u profesorów: Jerzego Żurawlewa (twórcy Konkursu Chopinowskiego) i Jana Bieleckiego. W 1956 roku zbliżył się w stronę muzyki jazzowej i w 1957 roku uczestniczył w II Międzynarodowym Festiwalu Jazzowym w Sopocie. Był współzałożycielem Wrocławskiego Stowarzyszenia Jazzowego, Wałbrzyskiego Stowarzyszenia Jazzowego, Jeleniogórskiego Stowarzyszenia Muzyki Jazzowej i Rozrywkowej i w ostatnim czasie Stowarzyszenia Promocji Kultury XXI wieku w Jeleniej Górze. Akompaniował znanym artystom estrady lat 60. i 70., m.in. Ludwikowi Sempolińskiemu, Adolfowi Dymszy, Marii Koterbskiej. Stworzył i opracował 31 koncertów i programów estradowych (w tym musical) na zlecenie różnych instytucji artystycznych. Brał udział w filmach „Nikt nie woła”, „Tarpany” – Kazimierza Kutza, „Jak być kochaną” – Wojciecha Jerzego Hasa. Od lat 70. mieszkał w Jelenie Górze. Jest twórcą największego projektu muzyki jazzowej w Jeleniej Górze, tzn. Krokus Jazz Festiwal.

### Jan Kwaśnicki
Polish Modern Jazz Quartet Jana Kwaśnickiego był w latach 1959–1962 zaliczany do ścisłej czołówki zespołów jazzowych w Polsce, sam Kwaśnicki natomiast trafił do ekskluzywnego koła Friends of Music USA utworzonego przez Willisa Conovera. Kwartet ten ta jako jeden z pierwszych polskich zespołów jazzowych wyjechał na tourne za żelazną kurtynę w PRL (w 1960 r.). W latach 60. był akompaniatorem solistów ze studenckich kabaretów „Pstrąg” i „STS”. Wśród tych solistów byli Wojciech Młynarski i Jan Pietrzak.

## Lata 1956–1990

### Filia w Rybniku
W marcu 1959 roku Czesław Gawlik tworzy filię Śląskiego Jazz Clubu w Rybniku, organizując koncerty, wykłady i jam sessions oraz zapraszając największe postaci rozwijającego się polskiego ruchu jazzowego. W tym samym roku powstaje Kwintet Swingowy, kierowany przez Gawlika. Jednym z członków grupy był pianista Adam Matyszkiewicz, który po wyjeździe do USA zmienił nazwisko na Makowicz. W latach 1982 do 1987 prowadzi grupę jazzu tradycyjnego South Silesian Brass Band, działającej przy domu kultury w Rybniku-Chwałowicach. Współtwórca Silessian Jazz Meeting.

### High Society Band
Pod patronatem ŚJC powstał i działał High Society Band, polski zespół muzyczny wykonujący jazz tradycyjny. Zespół High Society powstał w styczniu 1967 roku z inicjatywy trębacza Ryszarda „Tupcio” Kwaśniewskiego, na bazie kwintetu o nazwie „GWAREK 64”, grającego muzykę jazzowo taneczną w klubie Zrzeszenia Studentów Polskich GWAREK, Politechniki Śląskiej w Gliwicach. Nazwę „High Society” przyjął od tytułu utworu kompozytora Portera Steele’a, który jako pierwszy znalazł się w repertuarze zespołu.

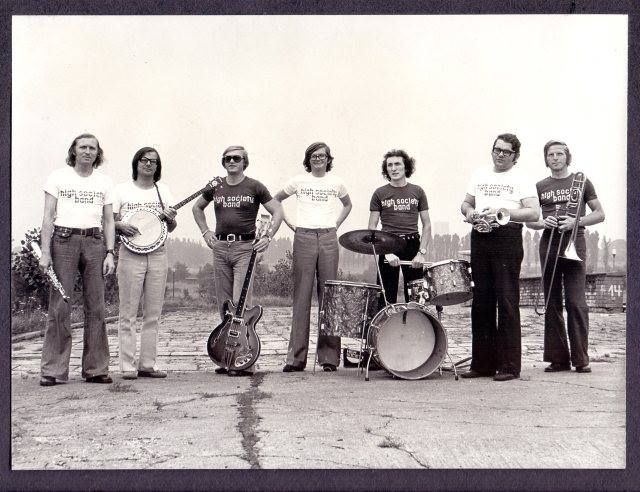
High Society Band

Pierwszy skład założycielski stanowili muzycy:
- Zdzisław Sebzda – fortepian
- Marian Bażyński – banjo
- Mieczysław „Mikołaj” Osiadły – kontrabas, gitara basowa
- Krzysztof Rzucidło – perkusja
- Witold Wertel – klarnet, saksofony – tenor, sopran
- Ryszard „Tupcio” Kwaśniewski – trąbka
- Andrzej „Punio” Śmietański – puzon

### Friends of Music USA

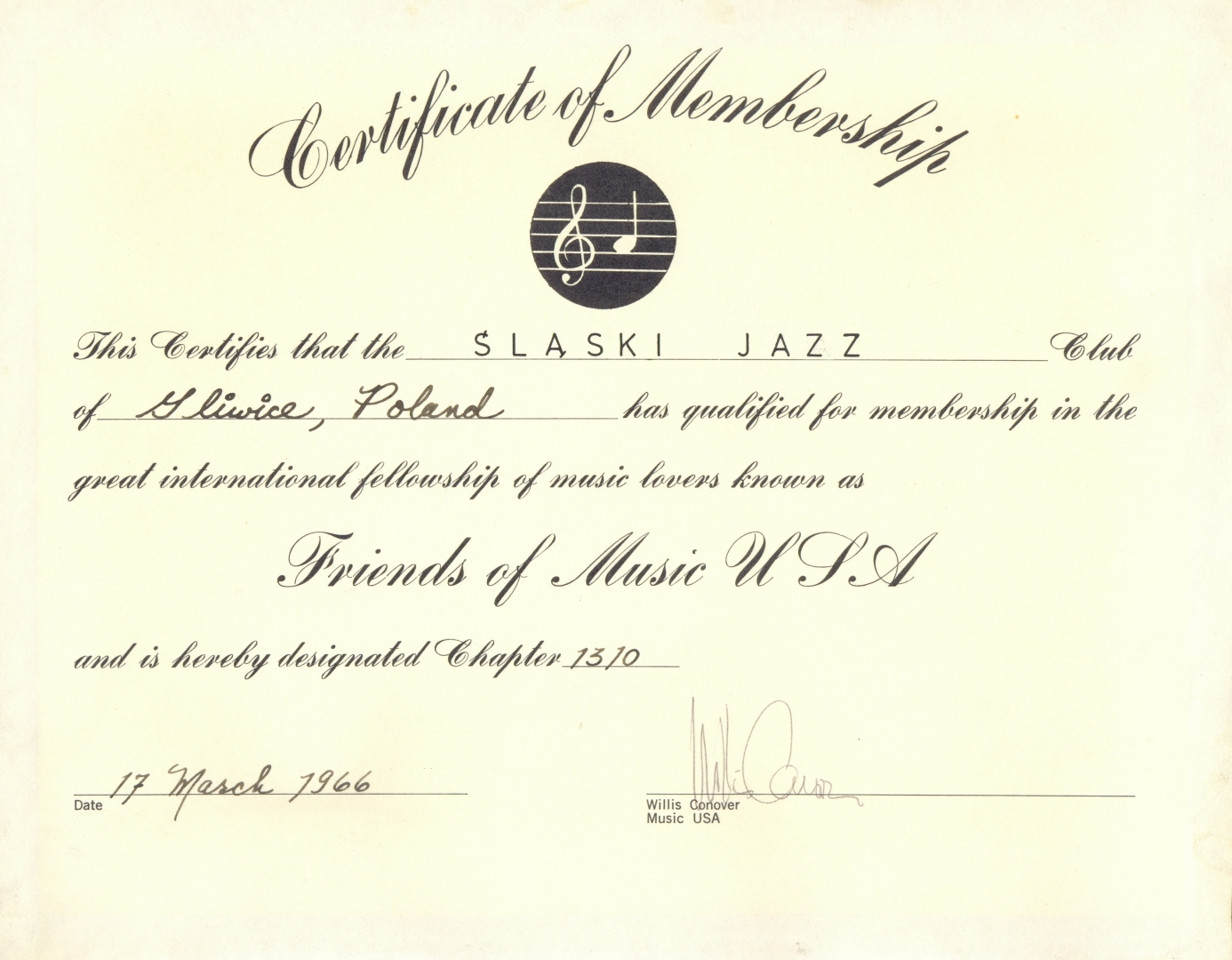
Certyfikat Międzynarodowego Towarzystwa Miłośników Muzyki „Friends of Music USA”,

Certyfikat Międzynarodowego Towarzystwa Miłośników Muzyki „Friends of Music USA”, został nadany Stowarzyszeniu Muzycznemu Śląski Jazz Club w 1966 roku przez Willisa Conovera podczas jego pobytu w Polsce i złożony na ręce Henryka Zygmunta Cholińskiego, współzałożyciela Śląskiego Jazz Clubu, przez ponad czterdzieści lat pełniącego szereg funkcji w zarządzie ŚJC.

### Grupa Kwadrat
Pierwsze lata istnienia grupy Kwadrat pod koniec lat 70. upłynęły pod patronatem stowarzyszenia, a to za sprawą menedżera grupy Zbigniewa Gocka, członka ŚJC. Grupa wywodziła się z Akademii Ekonomicznej w Katowicach. Pierwszą organizacją, która zaprosiła grupę do współpracy zawodowej w branży artystycznej, był Śląski Jazz Club. Zrobił to Władysław „Duniek” Majewski. SJC stworzył folder reklamowy grupy, tekstem opatrzył go Marcin Jacobson, a fotografiami Mirosław Rakowski. Efekty współpracy to m.in. udział w II edycji Muzyki Młodej Generacji w Sopocie, Pop Session 79, sesja nagraniowa w PR Katowice, singiel Tonpressu, rejestracja telewizyjna w Studio 2 TVP w Warszawie koncertu „Kwadrat z Józefem Skrzekiem”. Dzięki temu współpracę grupie zaproponował PSJ Warszawa oraz PAGART.

### Bomm Jazz

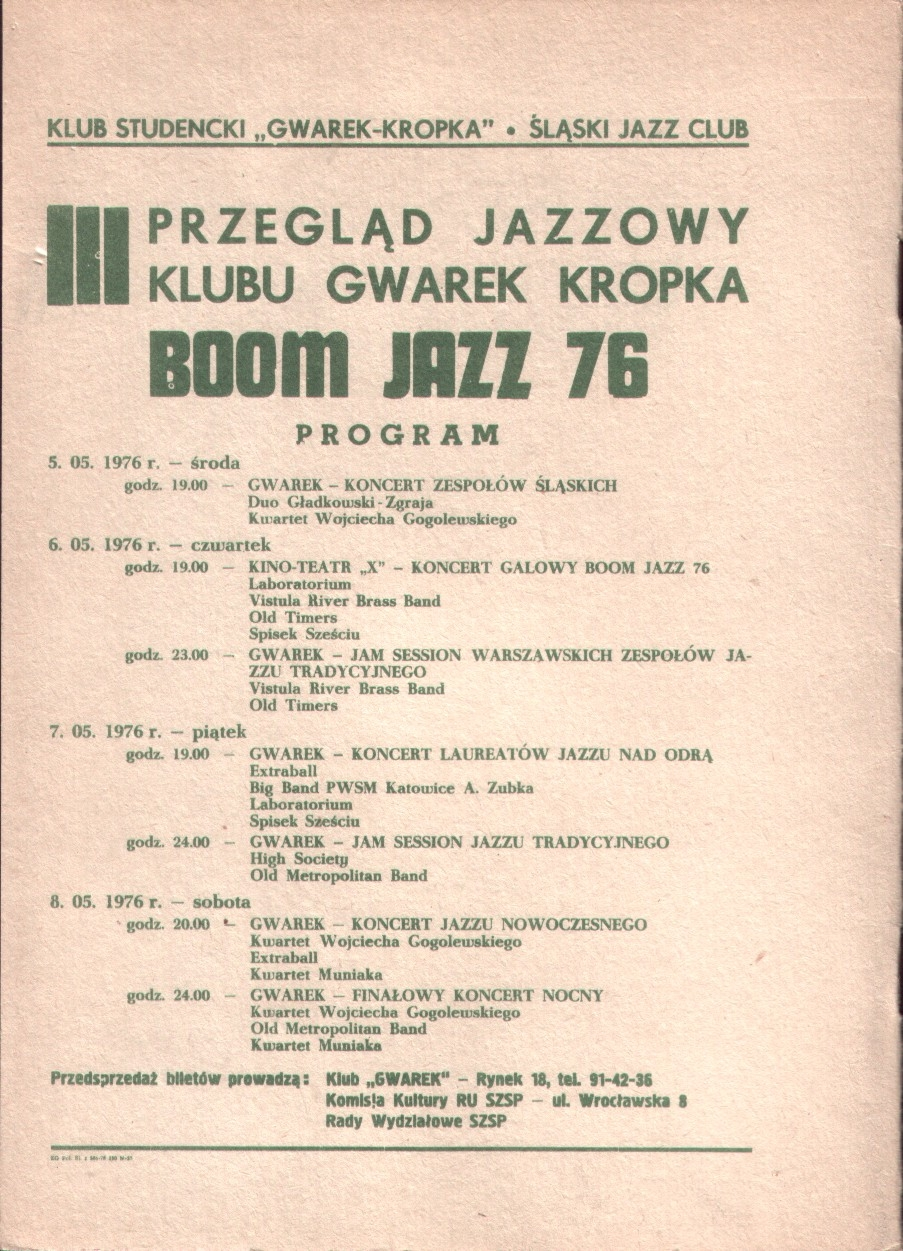
Boom Jazz 1976 – program

W roku 1973 w dniach 12–17 listopada stowarzyszenie wraz z Radą Uczelnianą SZSP w klubie studenckim „Gwarek” powołuje do życia festiwal „Boom Jazz”. Pomysłodawcami festiwalu i jego nazwy są Krzysztof Kobyliński oraz Władysław „Duniek” Majewski. Koncerty organizowane w ramach tego festiwalu odbywały się na scenie Klubu „Gwarek”. Wydarzenie to było realizowane cyklicznie jesienią aż do roku 1984. Po roku 1984 festiwal został zawieszony. Próby wskrzeszenia „Boom Jazzu” w roku 2003 i 2004 nie przyniosły trwałych rezultatów.

### Biuro Imprez SJC
Z inicjatywy Mieczysława „Mikołaja” Osiadłego, członka zarządu, a później prezesa SJC latem 1972 zaczyna działać prawomocne Biuro Imprez SJC, które prowadził wówczas Władysław „Duniek” Majewski. Ułatwiło to procedury związane z organizację wydarzeń, np. poprzez możliwość wystawiania faktur. Dzięki temu Biuro Imprez Śląskiego Jazz Clubu rozpoczęło współpracę z większością śląskich miast, z urzędami wojewódzkimi, z wojewódzkimi związkami zawodowymi, a także z dyskotekami. SJC współorganizował w tym czasie dużą część imprez muzycznych na Śląsku. Biuro Imprez ułatwiło także kwestie związane z reprezentacją grupy muzycznych na rynku krajowym, a nawet poza nim. W szeregi zespołów zrzeszonych wszedł m.in. Duet Gładkowski – Zgraja, który po raz pierwszy dał się poznać na festiwalu Jazz nad Odrą w 1972 roku, na którym flecista Krzysztof Zgraja zdobył pierwszą nagrodę jako instrumentalista, Kwartet Wojciecha Gogolewskiego (Wojciech Gogolewski – p, Mieczysław Wolny – fl, Zbigniew Wegehaupt – b, Czesław Szymański – dr), który otrzymał II miejsce na festiwalu „Jazz nad Odrą” w roku 1976, duet Bednarek – Zgraja, Dżem, Extra Ball, gliwiczanin Krzysztof Kobyliński, zdobywca III nagrody na Festiwalu Pianistów Jazzowych w Kaliszu w roku 1974, Daily Jazz Combo i wreszcie Big-Band Akademii Muzycznej w Katowicach pod kierunkiem Andrzeja Zubka i Zbigniewa Kalemby. Biuro Imprez umożliwiło także realizację i produkcję lub współprodukcję programów telewizyjnych oraz nagrań radiowych. 

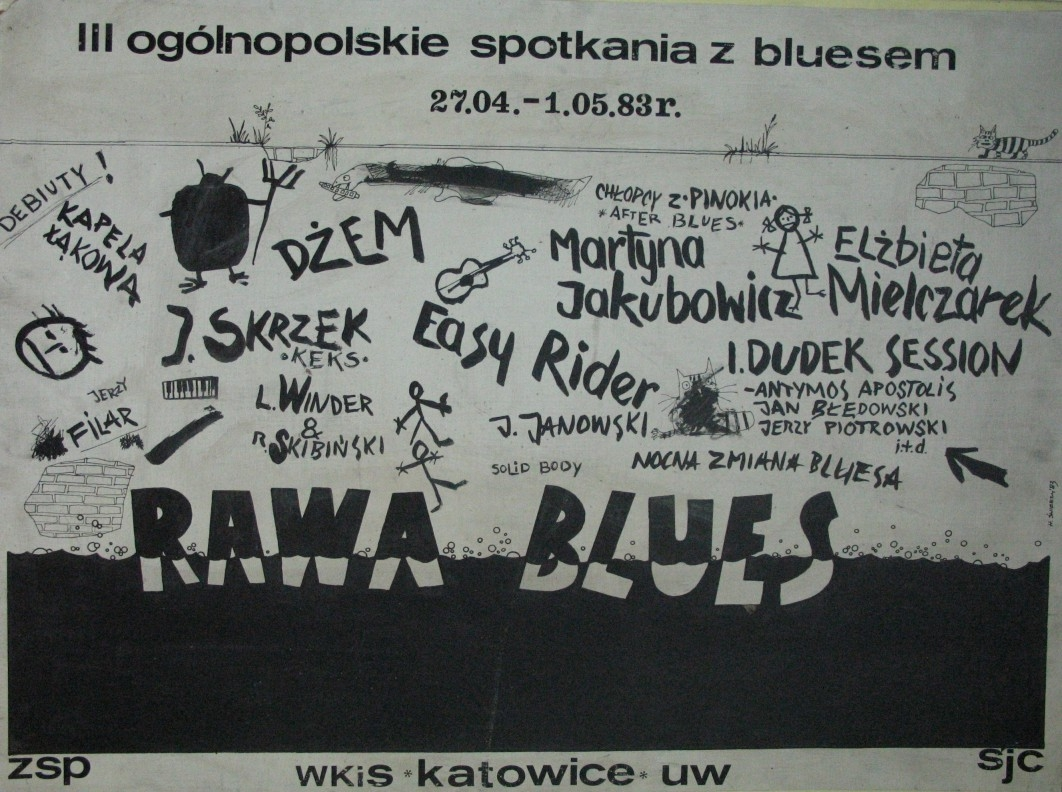
Rawa Blues 1983 – plakat

### Rawa Blues
Śląski Jazz Club został w 1981 roku współorganizatorem I Festiwalu Rawa-Blues w Katowicach. Festiwal powstał z inicjatywy Ireneusza Dudka i Zbigniewa Gocka, członków Stowarzyszenia. SJC był jeszcze zaangażowany w organizację III i IV edycji Rawy Blues. Następne odsłony realizował już samodzielnie Ireneusz Dudek w oparciu o własną firmę.

### Ogólnopolski Konkurs Improwizacji Jazzowej

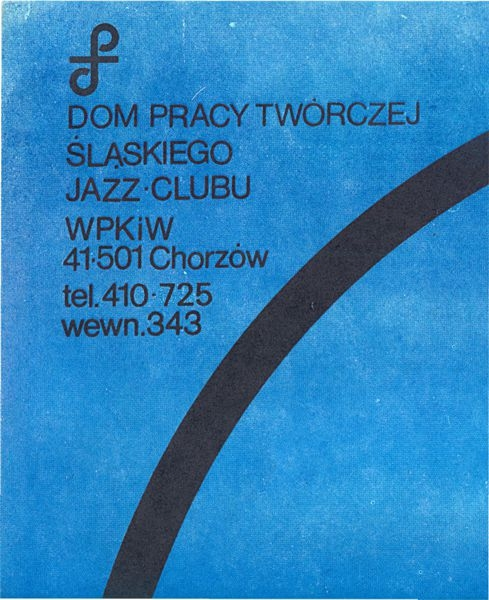
Dom Pracy Twórczej Śląskiego Jazz Clubu

W Filharmonii Śląskiej w Katowicach 26 kwietnia 1981 roku odbył się finałowy koncert IV Ogólnopolskiego Konkursu Improwizacji Jazzowej. Śląski Jazz Club był jednym z organizatorów tej imprezy. Pozostali organizatorzy to: Urząd Wojewódzki w Katowicach, TVP Katowice i Akademia Muzyczna w Katowicach.

### Leśniczówka
W roku 1983 zarząd ŚJC powołał do życia, w porozumieniu z WPKiW w Chorzowie (za Dyrekcji śp. Mieczysława Chojka) „Dom Pracy Twórczej Śląskiego Jazz Clubu Leśniczówka”, obecnie DPT Artystów Muzyków „Leśniczówka”. Zbigniew Gocek, inicjator powstania i pierwszy zarządca DPT był na początku lat 80. członkiem zarządu ŚJC.

### Trasy koncertowe
SJC organizował trasy koncertowe po Polsce i Czechosłowacji Jana „Kyksa” Skrzeka, Nocnej Zmiany Bluesa i Dalibora Jandy z zespołem. W 1988 roku zorganizowaną pamiętną trasę grupy „Bezdomne Psy” do Namanganu i Taszkientu w Uzbekistanie. Dwa tygodnie jazdy ze sprzętem przez dziewicze tereny Ukrainy, Gruzji, Kazachstanu i Uzbekistanu w jedną stronę, z pustynią Kyzył-Kum i Kara-Kum, z suchym morzem Aralskim, z poligonem atomowym, z koncertem dla żołnierzy z Afganistanu

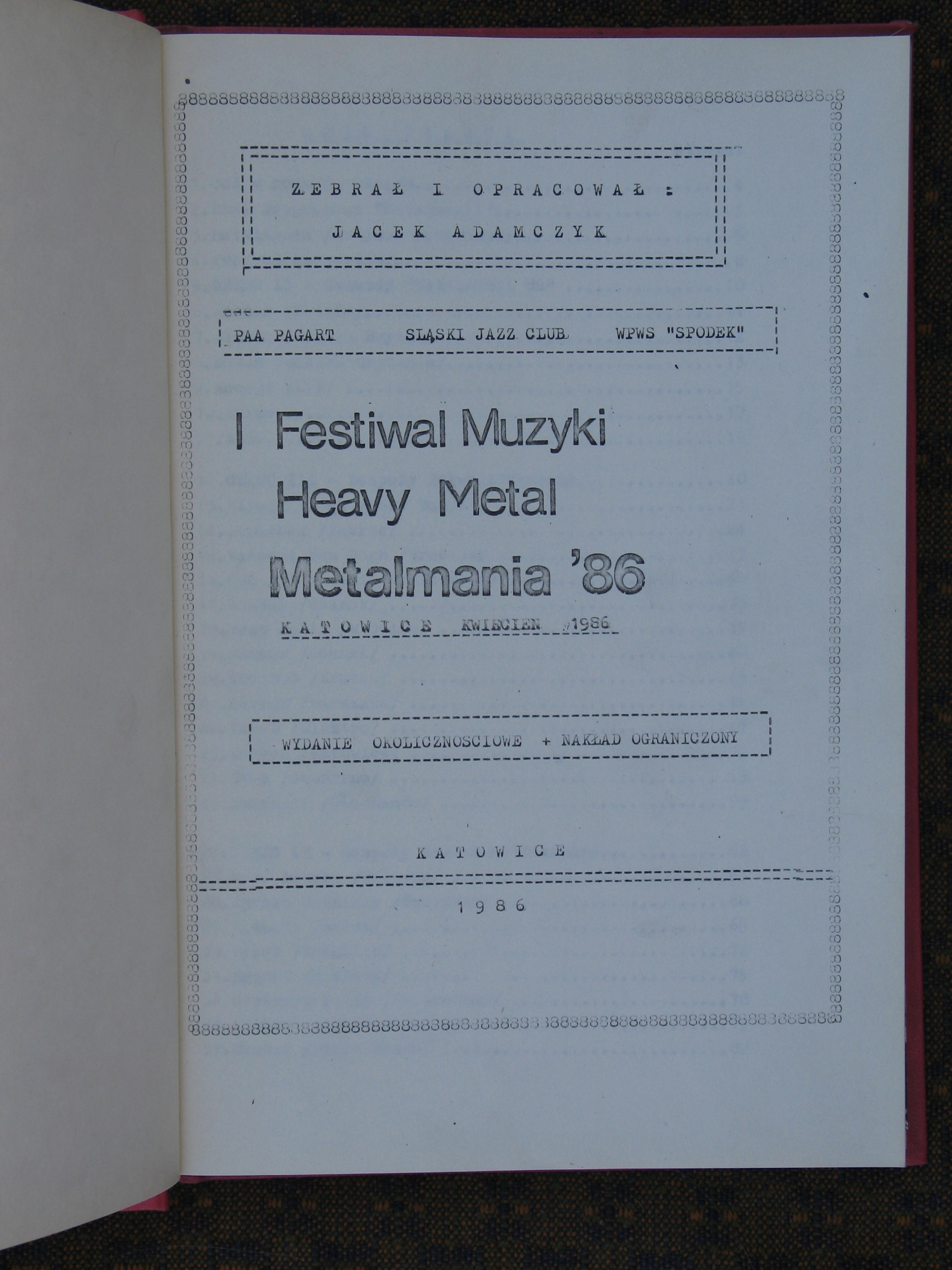
Metalmania 1986 – publikacja o festiwalu

### Metalmania
W 1986 roku ŚJC jako współorganizator – wraz z Halą Widowiskowo-Sportową „SPODEK” w Katowicach powołuje do życia I Festiwal Metalmania (Tomasz Dziubiński, pomysłodawca festiwalu był wówczas członkiem ŚJC).
Dwa lata później, w roku 1988 ŚJC zostaje współorganizatorem Festiwalu w Jarocinie.

## Lata 1990–2000
W połowie lat 90. zarząd stowarzyszenia podjął próbę reaktywacji klubu jako sceny muzycznej. Uruchomiono cykle koncertowe „Czwartek Jazzowy z Gwiazdą” oraz „Śląski Jazz Club Prezentuje” realizowane w cyklu miesięcznym. W ramach wspomnianych cykli w Śląskim Jazz Clubie gościli już: Jan Ptaszyn Wróblewski, Janusz Muniak, Susan Weinert, Zbigniew Namysłowski, Apostolis Anthimos, Jorgos Skolias, Bogdan Hołownia, Wojciech Karolak, Jarosław Śmietana, Tymon Tymański, Pink Freud, Krzysztof Ścierański, Walk Away, Adam Kawończyk, Piotr Wojtasik, Henryk Miśkiewicz, Mikołaj Trzaska, Piotr Baron, The Globetrotters, Ecstasy Project, Pink Freud, High Definition, Eryk Kulm, Wojtek Pilichowski, Muariolanza, Marek Stryszowski, Maciej Sikała, bracia Marcin i Bartłomiej Olesiowie, Ed Cherry (USA), Monty Waters (USA), Rob Brown (USA), Peter Friis Nielsen (Dania), Peter Ole Jorgensen (Dania), Wayne Dockery (USA), Steve MacCraven (USA), Brad Terry (USA), Tyler Hornby (Kanada), Marcin Oleś, The Globetrotters, Ecstasy Project, Pink Freud, Eryk Kulm, Wojtek Pilichowski, Ulf Wakenius (Szwecja), Theo Jörgensmann (Niemcy), AMC Trio (Słowacja), David Dorůžka (Czechy), Joonatan Rautio (Finlandia), Anna Serafińska, Sing Sing Penelope, Adam Wendt i wielu innych.

## Lata 2000–2010
Po roku 2000 Śląski Jazz Club jest zapraszany do organizacji lub współorganizacji szeregu wydarzeń kulturalnych. Były to m.in.
- „Grająca Starówka” – od 2002 roku przez sześć kolejnych lat, przy ulicy Szkolnej w Gliwicach ŚJC odpowiadał za organizację estrady jazzowej[14].
- Gliwickie Dni Dziedzictwa Kulturowego – impreza organizowana przez Muzeum w Gliwicach (od 2003 roku zawsze we wrześniu), podczas której ŚJC był pomysłodawcą i organizatorem happeningu z dixielandowymi zespołami grającymi w zabytkowym tramwaju krążącym po mieście
- Festiwal „Ulicznicy” – lipiec i sierpień 2007 – muzycy związani ze stowarzyszeniem tworzyli muzyczną oprawę na gliwickim rynku podczas projekcji klasyki światowego kina (filmy braci Marx, Chaplina czy komedie z Busterem Keatonem).
- Polsko-niemieckie spotkanie jazzowe organizowane przez Dom Współpracy Polsko-Niemieckiej.
- Zaduszkowe Jazz Sessions we współpracy z Gliwickim Teatrem Muzycznym.

## Lata 2010–2018
W latach 2010–2018 Śląski Jazz Club organizuje własne produkcje na terenie Krzeszowic, Jastrzębia Zdroju, Gliwic, Katowic, a nawet Londynu.
- Organizacja Międzynarodowych Integracji Jazzowych, Big-Band Workshops Krzeszowice – kilka edycji przy współpracy Państwowej Szkoły Muzycznej I st. im. Zygmunta Noskowskiego w Krzeszowicach i przy udziale Miasta Krzeszowice
- Projekt „Jesienna triada koncertowa SILESIAN VOICES – Jastrzębie-Zdrój 2012” został dofinansowany przez Samorząd Miasta Jastrzębie-Zdrój.
- Gala Jubileuszowa w Gliwickim Teatrze Muzycznym (Scena Bajka) zorganizowana z okazji jubileuszu 60-lecia ŚJC (15 października 2016) przy współpracy z Samorządem Miasta Gliwice.
- Dwa – Katowice /Londyn – nagranie klipu muzycznego (2017). Nagranie wideoklipu z wykorzystaniem zdjęć zrealizowanych w Katowicach oraz w Londynie, podczas angielskiej części trasy koncertowej grupy Przemek Strączek Trio z autorską muzyką lidera grupy. Wideoklip w reżyserii Aleksandry Czenczek (reżyserka filmowa, montażystka, efekty specjalne, laureatka nagrody Emmy w 2012 roku) udostępniony w sieci internetowej za pośrednictwem serwisu YouTube. Realizacja w oparciu o współpracę i wsparcie – Katowice Miasto Ogrodów – Instytucja Kultury im. Krystyny Bochenek[15].
- „Tribute to Tomasz Stańko” – koncertowa premiera płyty zespołu „Piotr Schmidt Wojciech Niedziela Quartet” w Gliwicach (Scena Bajka Kino Amok). Zrealizowano przy wsparciu Miasta Gliwice (grudzień 2018)[16]

## Współcześnie

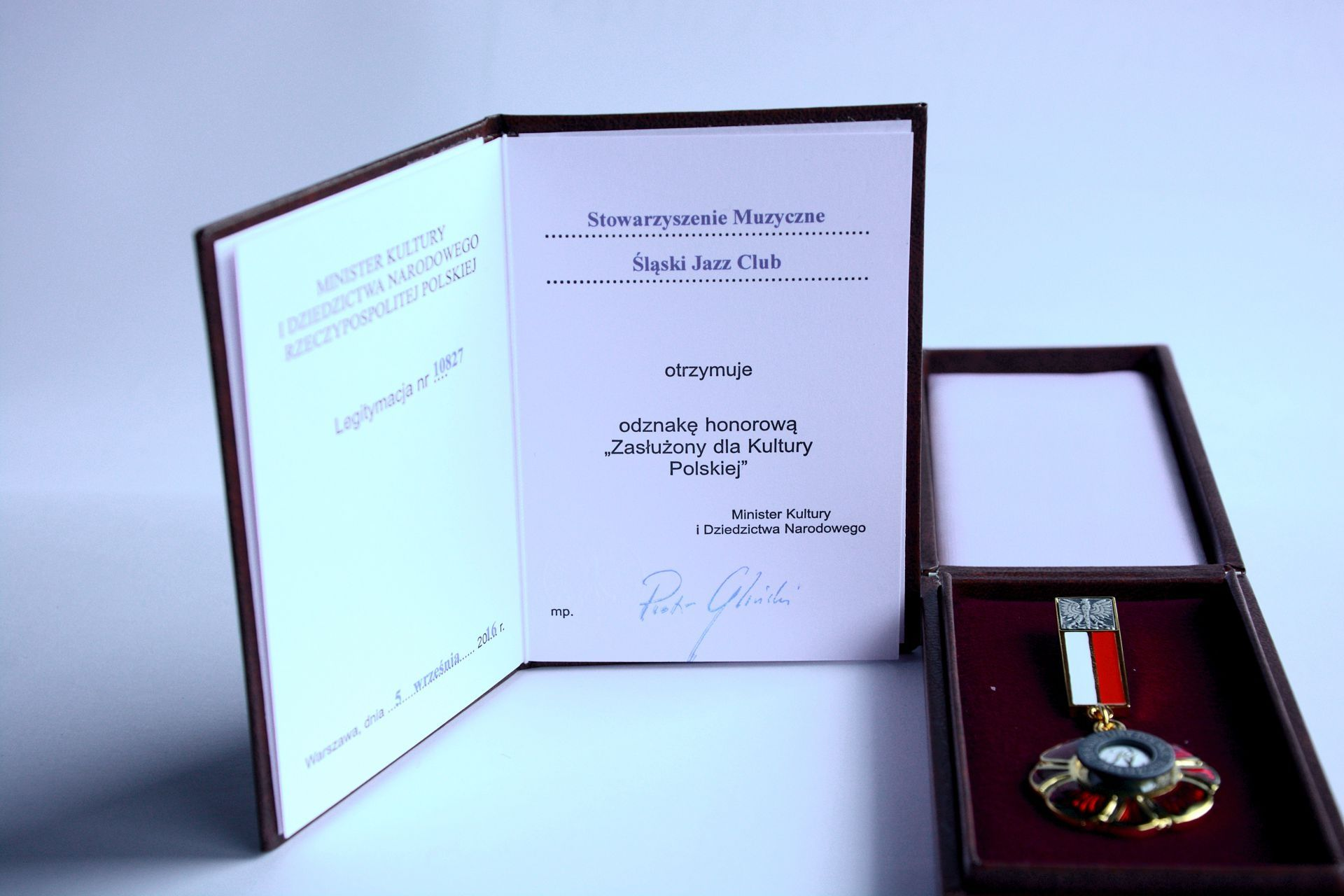
Odznaczenie Zasłużony dla Kultury Polskiej dla Stowarzyszenia Muzycznego Śląski Jazz Club

SJC to obecnie organizator festiwali, koncertów i innych wydarzeń o charakterze kulturalnym, ale także wydawca, promotor i agencja artystyczna.

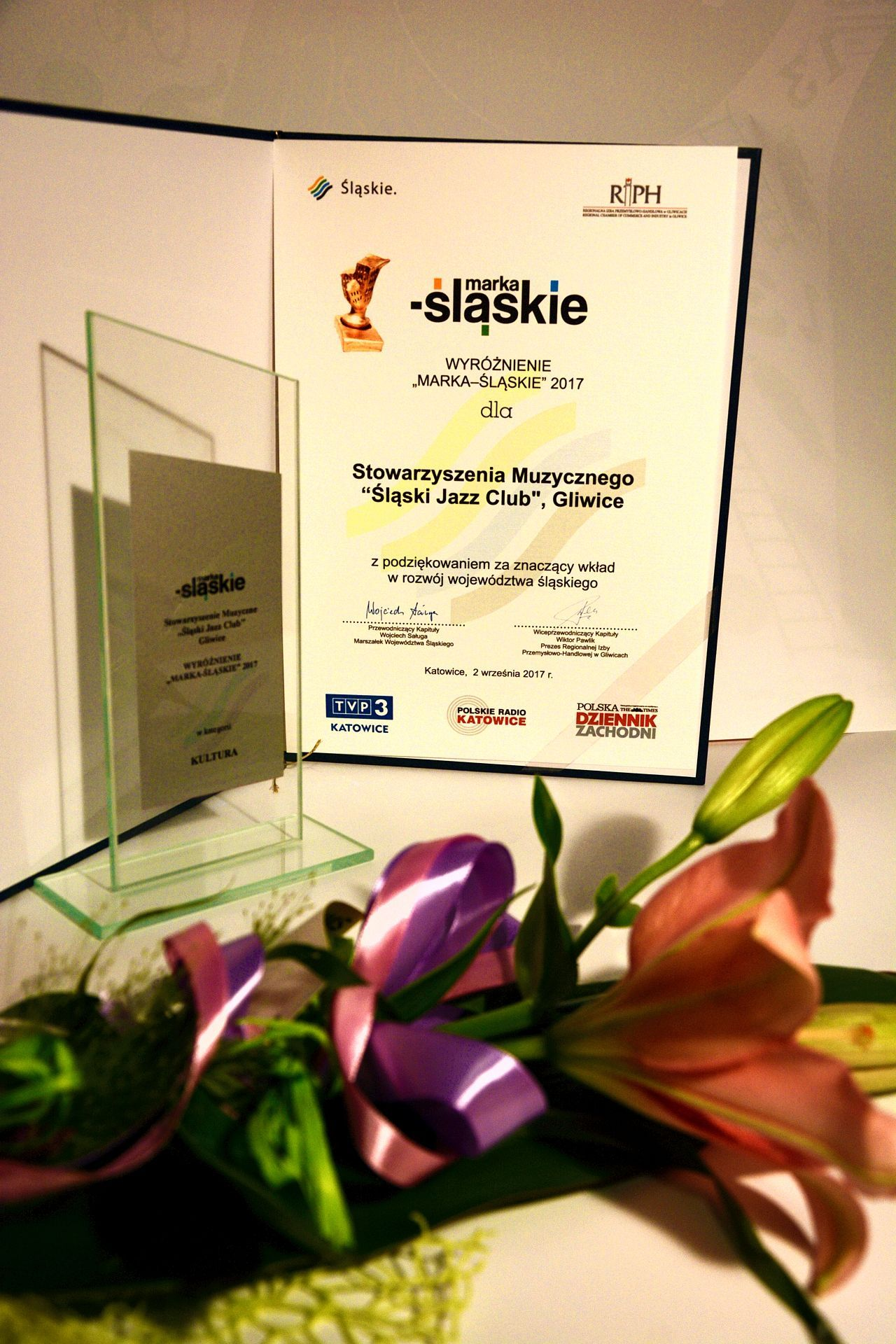
Marka Śląskie w kategorii Kultura dla Śląskiego Jazz Clubu

Największe obecnie realizowane przez SJC projekty do festiwale Jazz w Ruinach (w 2021 po raz siedemnasty), Czwartek Jazzowy z Gwiazdą (w 2021 po raz dwudziesty), JAZZtrzębie festiwal (wpisanym na listę UNESCO). W roku 2016 SJC został otrzymał odznakę „Zasłużony dla Kultury Polskiej” przyznaną przez Ministra Kultury i Dziedzictwa Narodowego, I nagrodę w dziedzinie twórczości artystycznej, upowszechniania i ochrony kultury za całokształt osiągnięć przyznaną przez Prezydenta Miasta Gliwice. Stowarzyszenie dwukrotnie otrzymało nominacje i wyróżnienia w konkursie „Marka Śląskie” (2017 i 2020) w kategorii kultura. W roku 2019 Prezes SJC, Daniel Ryciak zostaje zaproszony do jury konkursu Esprit Jazz Award, wyłaniającego najlepsze wydawnictwa jazzowe na słowackim rynku. W skład międzynarodowego jury wchodzą promotorzy, organizatorzy festiwali i krytycy z całej Europy. W tym samym roku, w ramach cyklu Czwartek Jazzowy z Gwiazdą, Śląski Jazz Club nawiązuje współpracę i wymianę artystyczną z Pisa Jazz Festival. W roku 2020 Śląski Jazz Club zostaje oficjalnym partnerem Neuma, Festival Internacional de Jazz de la Ciudad de México, a w 2021 Śląski Jazz Club zostaje członkiem Europe Jazz Network.
W skład Stowarzyszenia wchodzą obecnie muzycy młodego i średniego pokolenia sceny jazzowej i bluesowej, w tym, m.in. Kajetan Drozd, Piotr Schmidt, Bartek Pieszka, Przemek Strączek, Arek Skolik i wielu innych.

## Najważniejsze realizacje

### Wydawnictwo
W roku 2012 Śląski Jazz Club zaczął wracać do swoich tradycji wydawniczych: wydawca, współwydawca, partner i patron szeregu wydawnictw. Wśród własnych produkcji można wymienić:
- Kajetan Drozd Acoustic Trio,
- Wierba & Schmidt Quintet z gościnnym udziałem wybitnego polskiego saksofonisty jazzowego Piotra Barona,
- Piotr Schmidt Electric Group,
- Bartek Pieszka Quartet przy współpracy i udziale środków pozyskanych z Samorządu Miasta Gliwice oraz Urzędu Marszałkowskiego Województwa Śląskiego w konkursach na zadanie w dziedzinie kultury

### Jazz w Ruinach

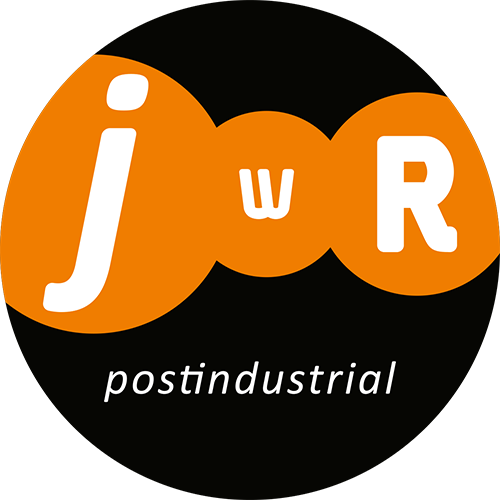
Jazz w Ruinach

Stowarzyszenie Muzyczne Śląski Jazz Club jest także organizatorem międzynarodowego festiwalu, który pod hasłem „Jazz w Ruinach” odbywał się cyklicznie od roku 2004 w sierpniu w Ruinach Teatru Miejskiego w Gliwicach, a od roku 2019 odbywa się w Hali Modeli GZUT w Gliwicach. Inicjatorem festiwalu i pomysłodawcą nazwy był ówczesny Prezes Zarządu SJC, Mirosław Rakowski. Twórcą obecnej koncepcji festiwalu, realizowanej od roku 2016 jest Daniel Ryciak. Idea festiwalu to propagowanie nowych twarzy i zjawisk w muzyce improwizowanej, około jazzowej. Festiwal od samego początku swego istnienia ma za zadanie tworzyć platformę promującą nowe (młode) zespoły i brzmienia jazzu europejskiego (i nie tylko), a tym samym przedstawiać jak jazz rozwija się w różnych częściach świata, jak młodzi twórcy rozumieją dzisiaj muzykę improwizowaną. Od roku 2008 festiwal stał się projektem wielowymiarowym, łączącym muzykę, grafikę (międzynarodowa wystawa plakatów, której kuratorem jest dr hab. Prof. UŚ Tomasz Kipka) oraz sztuki wizualne. Jest to obecnie festiwal interdyscyplinarny – młoda scena muzyczna, młoda fala twórców grafiki i plakatu.

### Czwartek Jazzowy z Gwiazdą

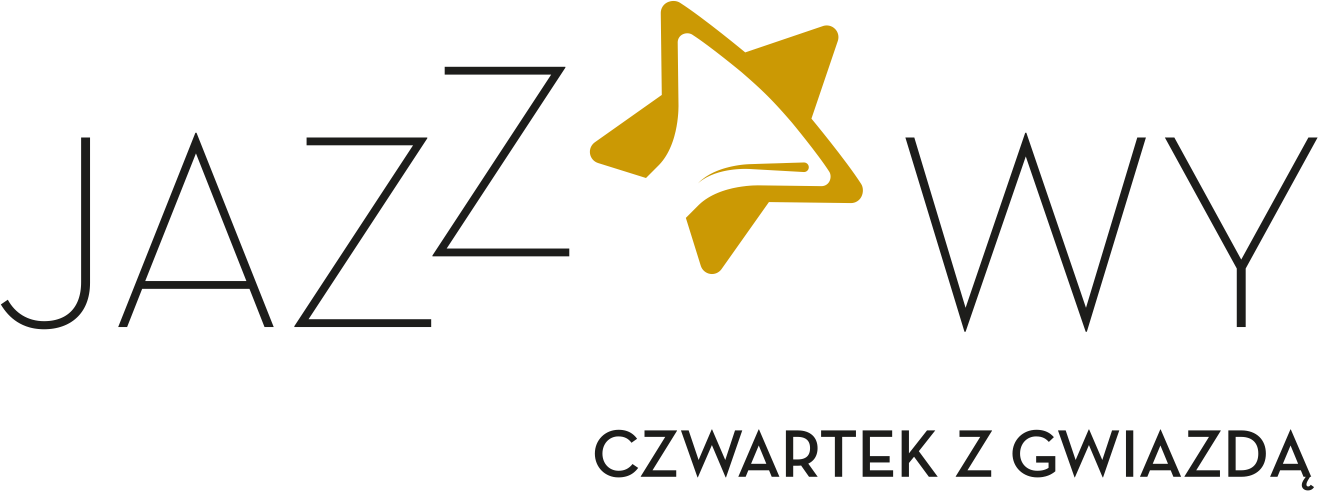
Czwartek Jazzowy z Gwiazdą

Czwartek Jazzowy z Gwiazdą to cykl koncertowy realizowanych w Gliwicach nieprzerwanie od kwietnia 2002 roku, a od roku 2020 także w innych miastach aglomeracji. Organizatorem i realizatorem cyklu jest Stowarzyszenie Muzyczne Śląski Jazz Club. Idea cyklu to prezentacja wybitnych twórców światowej sceny jazzowej w warunkach klubowych, a więc nawiązujących do tradycji, do czasów powstawania i kształtowania się zjawiska pod tytułem jazz. Inicjatorem był Mirosław Rakowski. Realizatorem od roku 2016 jest Daniel Ryciak (współpracował z Rakowskim od 2008).
Od samego początku cykl ma charakter międzynarodowy, pierwszy koncert cyklu w roku 2002 był koncertem w wykonaniu Susan Weinert (grała m.in. ze Steps Ahead, Chickiem Coreą). W ramach tego cyklu gościli również: Jan Ptaszyn Wróblewski, Janusz Muniak, Anthimos Apostolis, Jorgos Skolias, Bogdan Hołownia, Wojciech Karolak, Jarosław Śmietana, Adam Czerwiński, Tymon Tymański, Walk Away, Ed Cherry (USA), Monty Waters (USA), Rob Brown (USA), Peter Friis Nielsen (Dania), Peter Ole Jorgensen (Dania), Wayne Dockery (USA), Steve MacCraven (USA), Kazimierz Jonkisz, Adam Kawończyk, Piotr Wojtasik, Henryk Miśkiewicz, Mikołaj Trzaska, Maciej Sikała, Krzysztof Ścierański, Piotr Baron, Brad Terry (USA), Tyler Hornby (Kanada), Marcin Oleś, The Globetrotters, Ecstasy Project, Pink Freud, Eryk Kulm, Wojtek Pilichowski, Ulf Wakenius (Szwecja), Theo Jörgensmann (Niemcy), AMC Trio (Słowacja), David Dorůžka (Czechy), Joonatan Rautio (Finlandia), Anna Serafińska, Sing Sing Penelope, Adam Wendt i wielu innych, równie znakomitych.

Dodatkowym aspektem projektu jest oprawa graficzna cyklu wykonywana przez artystów wyłonionych w konkursie (młodych artystów plastyków). W ten sposób organizator prowadzi edukację kulturalną zarówno w zakresie sztuki muzycznej, jak i graficznej.

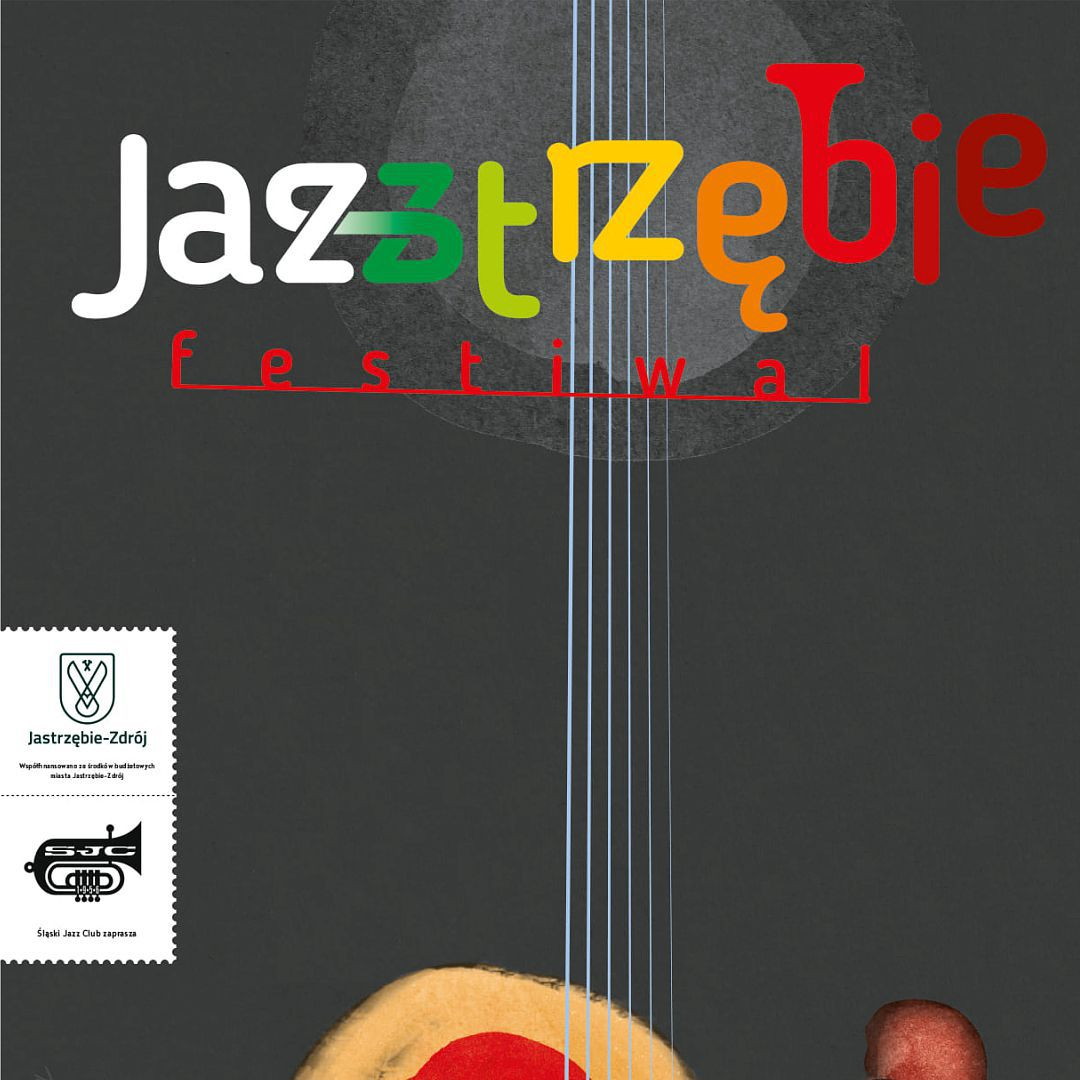

### JAZZtrzębie
JAZZtrzębie Festiwal, czyli wydarzenia w ramach obchodów Międzynarodowego Dnia Jazzu pod oficjalnymi auspicjami UNESCO, jako jeden z dwóch festiwali na Śląsku.

### Moc Bluesa
Dwie pierwsze edycje gościła niepowtarzalna Elektrociepłownia Szombierki, a zainteresowanie wydarzeniem przeszło najśmielsze oczekiwania organizatorów. Festiwal mimo swojej bardzo krótkiej historii został wyróżniony przez Zespół Elektrociepłowni Bytom S.A. i 25 listopada 2010 roku otrzymał „Nagrodę za partnerstwo i współpracę w dziele promocji Elektrociepłowni Szombierki”. W 2011 roku festiwal został rozszerzony o warsztaty instrumentalne, projekcje filmów z I i II Bytomskiej Mocy Bluesa, a także koncerty w klubach: Śląski Jazz Club (Gliwice), Klub Brama (Bytom), Jazz Club Fantom (Bytom), Restauracja Kałamarz (Tarnowskie Góry). Była to też pierwsza międzynarodowa edycja festiwalu. Gwiazdą była holenderska formacja King Mo. Był to pierwszy koncert grupy w Polsce, która przez rodzimych krytyków uznawana jest za najgorętszy bluesowy zespół w Holandii.

## Ciekawostki
- W 1966 roku Śląski Jazz Club otrzymał z rąk Willisa Conovera Certyfikat Międzynarodowego Towarzystwa Miłośników Muzyki „Friends of Music USA”.
- W roku 2006 ŚJC obchodził jubileusz 50-lecia działalności[21][22]. W dniu 19 października 2006 w siedzibie klubu odbyło się kameralne spotkanie, na którym pojawili się m.in. Ryszard Siomkajło, Jan Kwaśnicki, Tadeusz „Erroll” Kosiński i Tadeusz Tabeński, czyli osoby, które 50 lat wcześniej zakładały stowarzyszenie. W listopadzie tego samego roku w sali widowiskowej Gliwickiego Teatru Muzycznego odbył się uroczysty koncert celebrujący 50. urodziny Śląskiego Jazz Clubu[23].
- W roku 2007 członkiem honorowym Stowarzyszenia Muzycznego Śląski Jazz Club zostaje prof. Andrzej Schmidt, polski znawca historii jazzu, profesor Akademii Muzycznej w Katowicach (rocznik 1922).
- W roku 2009 Bartek Pieszka, wibrafonista i kompozytor jazzowy, absolwent Instytutu Jazzu Akademii Muzycznej w Katowicach w klasie wibrafonu Bernarda Maselego, członek Stowarzyszenia Muzycznego Śląski Jazz Clubu obronił pracę magisterską pod tytułem „Śląski Jazz Club, półwiecze najstarszego stowarzyszenia jazzowego w Polsce”[24]. Promotorem pracy był Bernard Maseli. Jest to pierwsza i jak do tej pory najobszerniejsza publikacja dotycząca działalności Śląskiego Jazz Clubu[25].
- W roku 2016 Śląski Jazz Club obchodził jubileusz 60lecia działalności[26][27]. Podczas uroczystej Gali w Teatrze Miejskim w Gliwicach wręczono nagrody Ministra Kultury i Dziedzictwa Narodowego. Stowarzyszenie Muzyczne Śląski Jazz Club zostało odznaczone jako „Zasłużony dla Kultury Polskiej”. Tomasz Beler, organizator wydarzeń kulturalnych oraz Andrzej Schmidt, historyk jazzu i wykładowca akademicki, zostali uhonorowani Brązowymi Medalami „Zasłużony Kulturze Gloria Artis”. Odznaki „Zasłużony dla Kultury Polskiej” otrzymali: Czesław Gawlik, pianista i aranżer; Mieczysław „Mikołaj” Osiadły, prezes Śląskiego Jazz Clubu w latach 1962–1991; Mirosław Rakowski, prezes ŚJC w latach 2001–2015; Zbigniew Gocek, menedżer muzyczny.
- W roku 2018 Śląski Jazz Club otrzymuje list gratulacyjny od Herbiego Hancocka, ambasadora UNESCO z podziękowaniem za włączenie się obchody Międzynarodowego Dnia Jazzu[28].

## Galeria

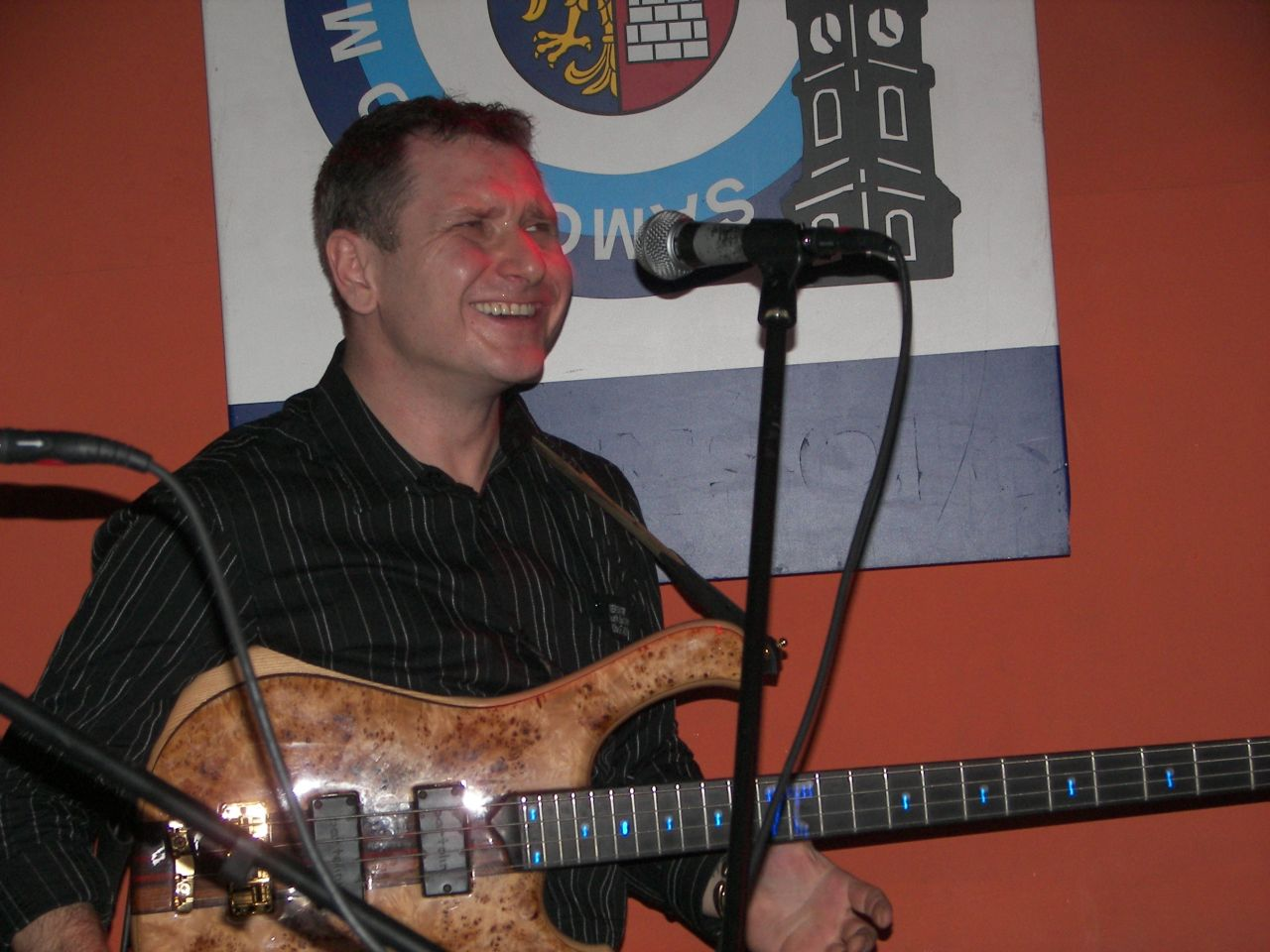
Wojciech Pilichowski podczas koncertu zespołu Pilichowski Band w ramach cyklu „Czwartek Jazzowy z Gwiazdą” w siedzibie SJC. 14 grudnia 2006 roku.
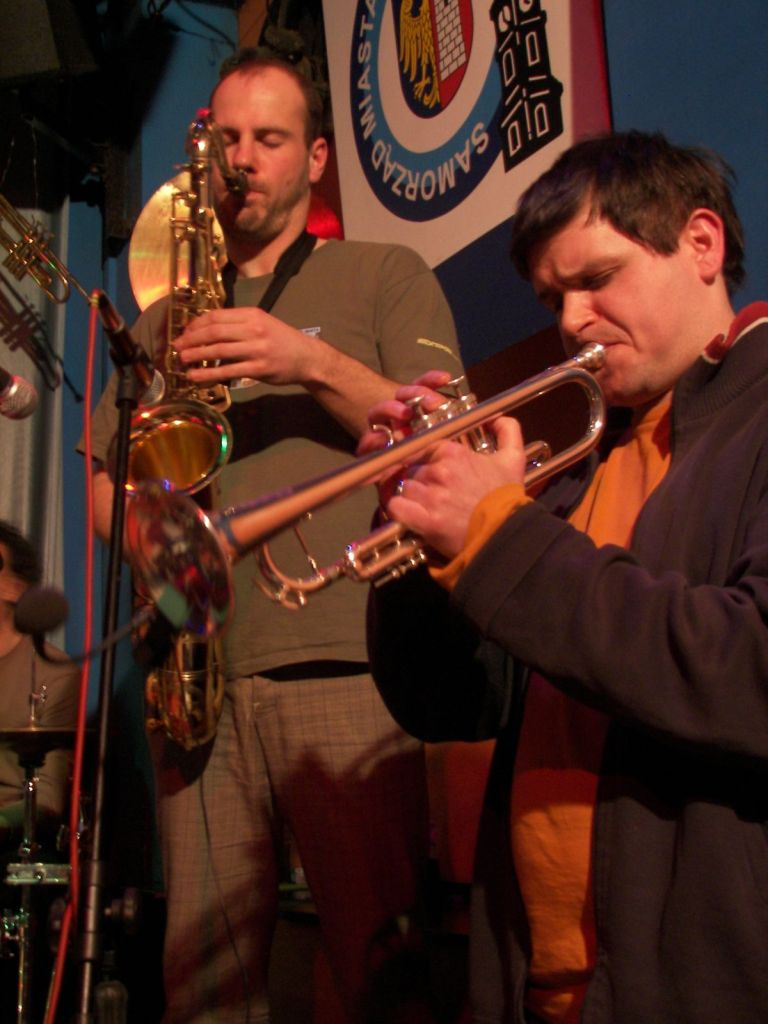
Sing Sing Penelope podczas koncertu z cyklu „Czwartek Jazzowy z Gwiazdą” w siedzibie SJC. 15 lutego 2007 roku.
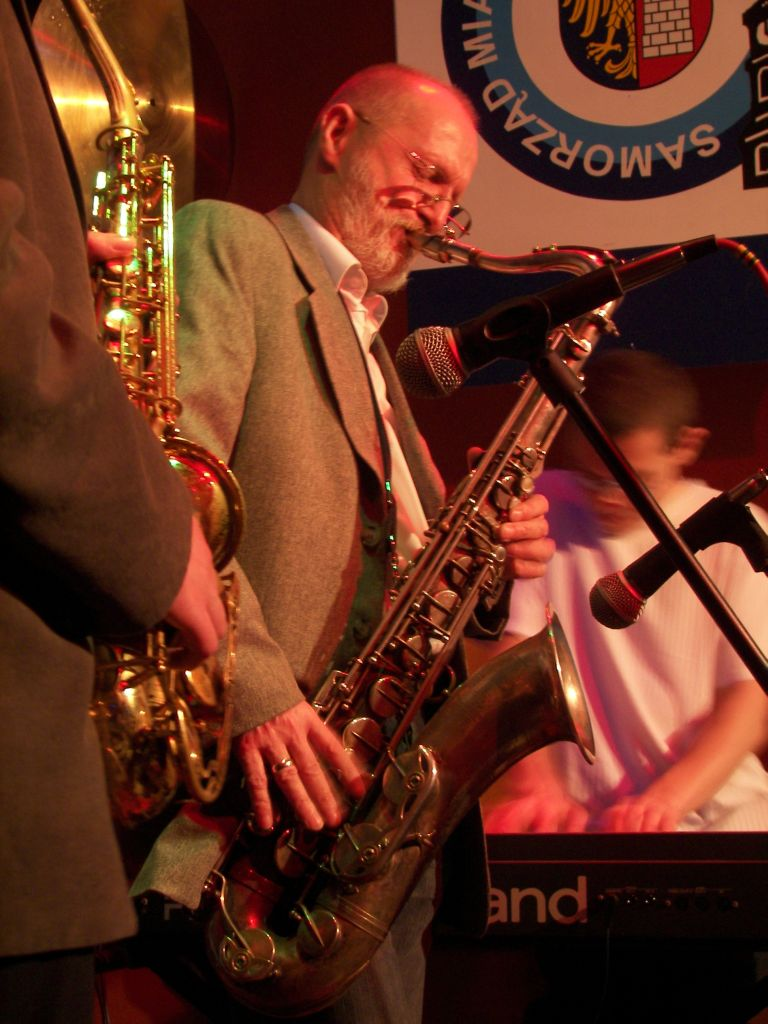
Janusz Muniak podczas koncertu z cyklu „Czwartek Jazzowy z Gwiazdą” w siedzibie SJC. 15 marca 2007 roku.
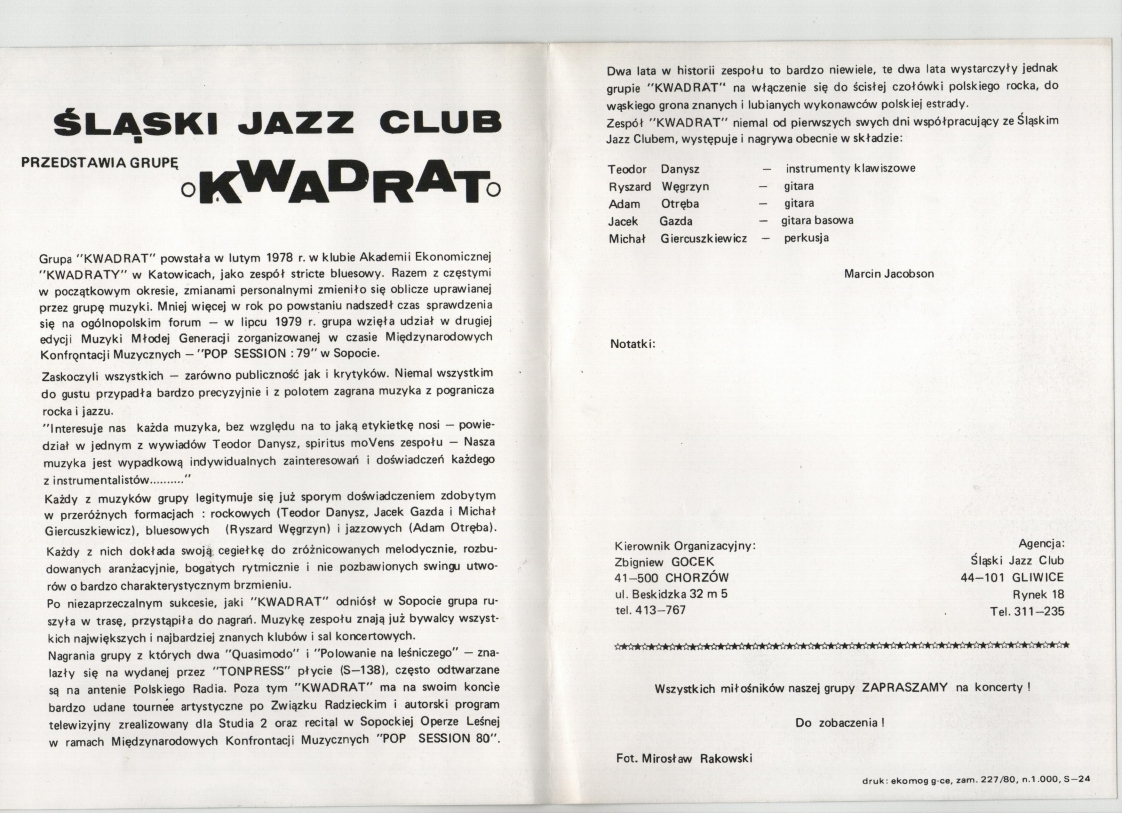
Folder Grupy Kwadrat – agencja Śląski Jazz Club – tekst: Marcin Jacobson
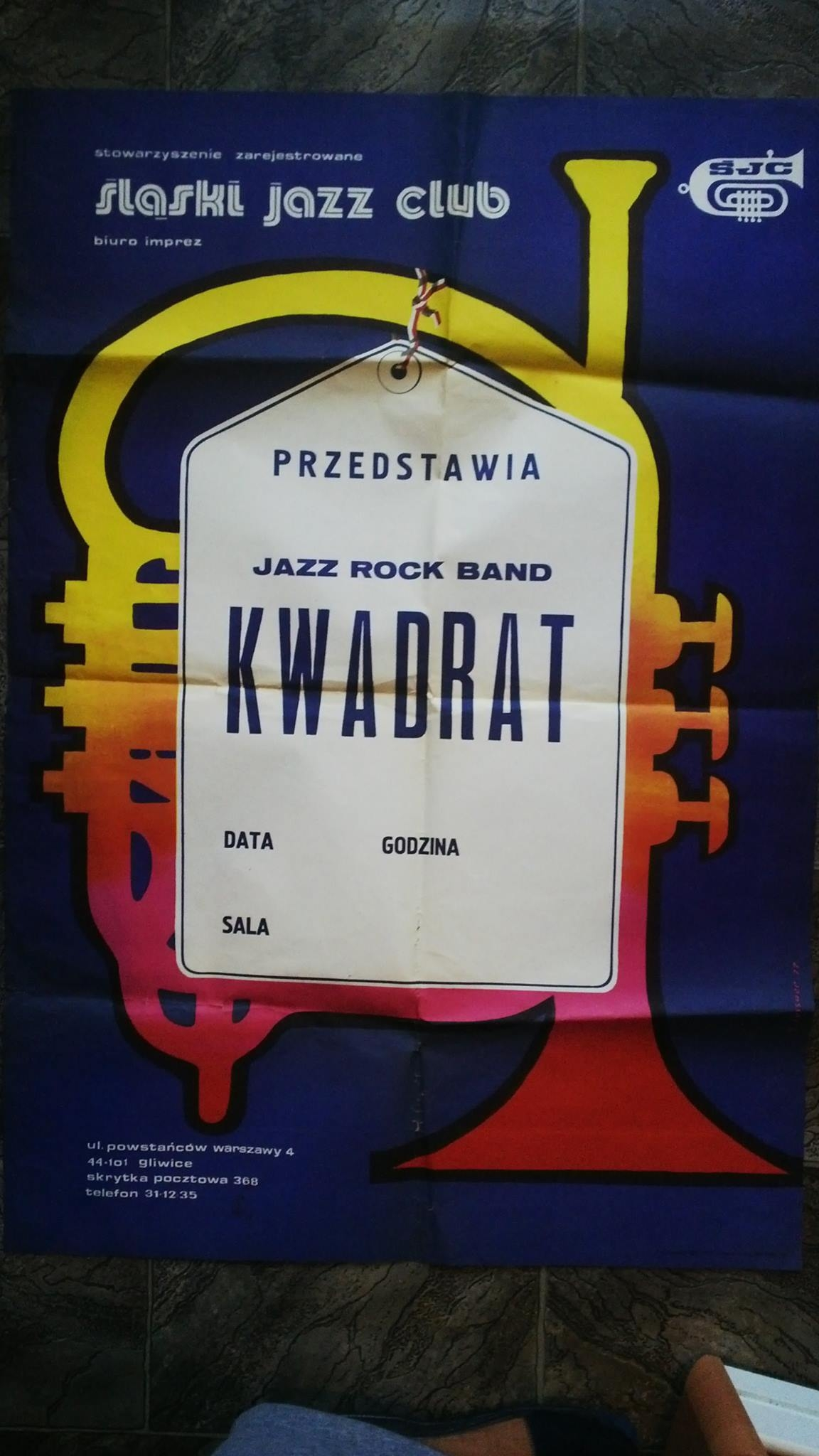
Plakat grupy Kwadrat – agencja Śląski Jazz Club
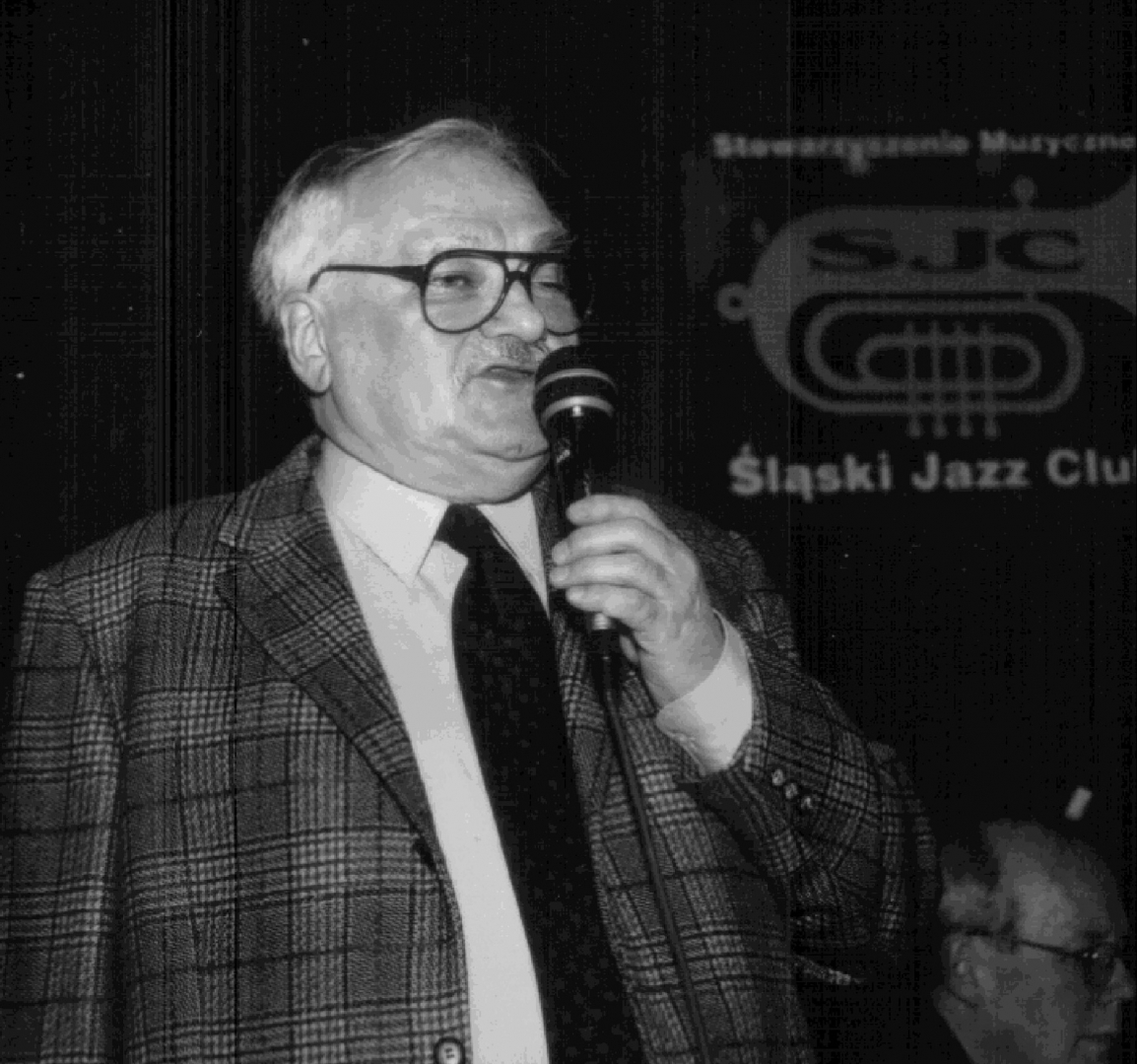
Henryk Z. Choliński w Śląskim Jazz Clubie – 7 marca 2002 roku. (jedno z ostatnich zdjęć)